# Trevor N. Dupuy
Pour les articles homonymes, voir Dupuy.
Trevor Nevitt Dupuy (né le 3 mai 1916 à Staten Island dans l'État de New York aux États-Unis et décédé le 5 juin 1995 à Vienna en Virginie aux États-Unis) est un colonel et historien militaire américain.

## Biographie

### Jeunesse
Né à Staten Island, New York, Trevor N. Dupuy est le fils de Laura Nevitt Dupuy, illustratrice et artiste, et de R. Ernest Dupuy, historien militaire. Trevor décida de suivre un parcours professionnel similaire à celui de son père,.

### Carrière militaire
Trevor Dupuy est diplômé de l'Académie militaire de West Point et est de la promotion de 1938. Durant la Seconde Guerre mondiale, il commande un bataillon d'artillerie américain, un groupe d'artillerie chinois et le détachement d'artillerie de la 36e division d'infanterie britannique. Il a toujours été fier du fait qu'il a servi plus longtemps au combat en Birmanie que n'importe quel autre américain et qu'il ait reçu des distinctions militaires de la part des gouvernements britanniques et chinois. Après la guerre, Dupuy sert dans le département de la Défense des États-Unis dans la division chargée des opérations entre 1945 et 1947. Il est assistant militaire au sous-secrétaire aux armées entre 1947 et 1948. Il a été membre du personnel original Grand Quartier général des puissances alliées en Europe sous les généraux Dwight D. Eisenhower et Matthew Ridgway entre 1950 et 1952.
C'est cependant dans la fonction d'historien et théoricien militaire que Dupuy marquera le plus l'histoire. Il est principalement connu pour le livre The Encyclopedia Of Military History rédigé avec son père R. Ernest Dupuy. L'ouvrage couvre l'histoire militaire en détail du début de l'Antiquité jusqu'à l'ère contemporaine. Généralement chaque entrée (organisée de façon chronologique et régional) donne généralement que le nom du commandant et des estimations des forces en présences. Dupuy est enclin à exprimer ses opinions dans ses textes et à qualifier certains commandants de Great Captains (liste qui inclut Alexandre le Grand, Hannibal Barca, Jules César, Gustave II Adolphe, Frédéric II et Napoléon Ier). Le livre focus principalement sur l'histoire militaire occidentale, mais inclut également un résumé des événements du reste de la planète.

### Carrière académique
Après la fin de sa carrière militaire en 1952, il devient professeur en science et tactiques militaires à l'Université Harvard. C'est là-bas qu'il aide à financer le Harvard Defense Studies Program. Il quitte Harvard en 1956 pour devenir directeur du programme d'études militaires Université d'État de l'Ohio. Il quitte définitivement l'armée en 1958, il devient alors professeur invité dans le programme de relations internationales de l'Université de Yangon en Birmanie. Entre 1960 et 1962, Dupuy travaille pour le think tank Institute for Defense Analyses.
En 1962, il forme la première de ses compagnies de recherche consacrées à l'étude et l'analyse des conflits armées, la Historical Evaluation and Research Organization, où il est président et directeur exécutif jusqu'en 1983. Il est également président de la société mère, T. N. Dupuy Associates Inc. (TNDA), entre 1967 et 1983. En 1983, il vend ses parts dans ses compagnies à Data Memory Systems, Inc. (DMSI). Trevor était à l'époque président et principale actionnaire de DMSI. En 1990, Dupuy quitte DMSI et refonde TNDA. En 1992, TNDA disparait à nouveau. Dupuy établit alors l'organisme à but non-lucratif The Dupuy Institute (TDI).
La contribution principale de Dupuy à l'analyse des opérations militaires et la méthode quantitative du Quantified Judgment Method, où le résultat d'une bataille est prédit par une formule mathématique où des éléments incluant les forces en présences, la puissance de feu et les influences externes sont prient en compte. Dupuy et ses associés ajustent les paramètres avec les statistiques connus de batailles passées.

### Vie familiale et mort
Dupuy se suicide par arme à feu dans son domicile de Vienna en Virginie le 5 juin 1995. Il avait pris connaissance trois semaines plus tôt qu'il était atteint d'un cancer du pancréas en phase terminale. Il est mis en terre au Cimetière national d'Arlington. Durant sa vie, il a écrit plus de 50 livres.
Durant sa vie, il a été marié à cinq reprises, sa dernière femme étant Zhang Yun. Il est le père de neuf enfants, six garçons, Trevor, Ernest, George, Charles, Arnold et Fielding, et 3 filles, Laura, Mirande et Signe,.

## Publications
- To the Colors: The Way of Life of an Army Officer (avec R.E. Dupuy), Chicago, 1942
- Faithful and True: History of the 5th Field Artillery, Schwabisch-Hall, Allemagne, 1949
- Campaigns of the French Revolution and of Napoleon, Cambridge, Ma, 1956
- Brave Men and Great Captains (With R. E. Dupuy), New York, 1960, 1984, 1993
- Compact History of the Civil War (with R.E. Dupuy), New York, 1960, 1991
- Civil War Land Battles, New York, 1960
- Civil War Naval Actions, New York, 1961
- Military History Of World War II, New York, 1962–65 :

| Vol. 1 – European Land Battles: 1939–1943                        | Vol. 2 – European Land Battles: 1944–1945                           |
| Vol. 3 – Land Battles: North Africa, Sicily, And Italy           | Vol. 4 – The Naval War In The West: The Raiders                     |
| Vol. 5 – The Naval War In The West: The Wolf Packs               | Vol. 6 – The Air War In The West: September 1939 – May 1941         |
| Vol. 7 – The Air War In The West: June 1941 – April 1945         | Vol. 8 – Asiatic Land Battles: Expansion Of Japan In Asia           |
| Vol. 9 – Asiatic Land Battles: Japanese Ambitions In The Pacific | Vol. 10 – Asiatic Land Battles: Allied Victories In China And Burma |
| Vol. 11 – The Naval War In The Pacific: Rising Sun Of Nippon     | Vol. 12 – The Naval War In The Pacific: On To Tokyo                 |
| Vol. 13 – The Air War In The Pacific: Air Power Leads The Way    | Vol. 14 – The Air War In The Pacific: Victory In The Air            |
| Vol. 15 – European Resistance Movements                          | Vol. 16 – Asian And Axis Resistance Movements                       |
| Vol. 17 – Leaders Of World War II                                | Vol. 18 – Chronological Survey Of World War II                      |

- Compact History of the Revolutionary War (avec R. E. Dupuy), New York, 1963
- Holidays, Editor, Contributor., New York, 1965
- Military Heritage Of America (avec R. E. Dupuy et Paul Braim), 2 Vols., New York, 1966, 1986, 1992
- Military History Of World War I, New York, 1967 (OCLC 1173614) :

| Vol. 1 – 1914: The Battles In The West                         | Vol. 2 – 1914: The Battles In The East               |
| Vol. 3 – Stalemate In The Trenches, November 1914 – March 1918 | Vol. 4 – Triumphs And Tragedies In The East: 1915–17 |
| Vol. 5 – The Campaigns On The Turkish Fronts                   | Vol. 6 – Campaigns In Southern Europe                |
| Vol. 7 – 1918: The German Offensives                           | Vol. 8 – 1918: Decision In The West                  |
| Vol. 9 – Naval And Overseas War: 1914–15                       | Vol. 10 – Naval And Overseas War: 1916– 18           |
| Vol. 11 – The War In The Air                                   | Vol. 12 – Summary Of World War I                     |

- The Battle Of Austerlitz, New York, 1968
- Modern Libraries For Modern Colleges: Research Strategies For Design And Development, Washington, D.C., 1968
- Ferment In College Libraries: The Impact Of Information Technology, Washington, D.C., 1968
- Mediapower: A College Plans For An Integrated Media Service System, Washington, D.C., 1968
- Military History Of The Chinese Civil War, New York, 1969
- The Military Lives Series (publier entre 1969 et 1970) :

| The Military Life Of Alexander The Great | The Military Life Of Hannibal                  |
| The Military Life Of Julius Caesar       | The Military Life Of Genghis Khan              |
| The Military Life Of Gustavus Adolphus   | The Military Life Of Frederick The Great       |
| The Military Life Of George Washington   | The Military Life Of Napoleon                  |
| The Military Life Of Abraham Lincoln     | The Military Life Of Hindenburg And Ludendorff |
| The Military Life Of Adolph Hitler       | The Military Life Of Winston Churchill         |

- Revolutionary War Naval Battles (avec Grace P. Hayes), New York, 1970
- Revolutionary War Land Battles (avec Gay M. Hammerman), New York, 1970
- Mongolia, Foreign Area Studies Handbook, Washington, D.C., 1970
- Almanac Of World Military Power 1970 (avec John A. Andrews et Grace P. Hayes), New York, 1970
- Almanac Of World Military Power 1972 (avec John A. Andrews et Grace P. Hayes), New York, 1972
- Documentary History Of Arms Control And Disarmament (avec Gay M. Hammerman), New York, 1974
- World Military Leaders (avec Grace P. Hayes et Paul Martell), 1974
- Almanac Of World Military Power 1974 (avec John A. Andrews et Grace P. Hayes), New York, 1974
- People And Events Of The American Revolution (avec Gay M. Hammerman), New York, 1974
- An Outline History Of The American Revolution (avec R.E. Dupuy), New York, 1975
- Encyclopedia Of Military History (avec R.E. Dupuy), New York, 1975, 1986, 1993
- A Genius For War: The German Army And General Staff, 1807–1945, New Jersey, 1977, 1984, 1989, 1993
- Numbers, Predictions and War, New York, 1978, 1985
- Elusive Victory: The Arab-Israeli Wars, 1947–1974, New York, 1978, 1984, 1989, 1992
- Almanac Of World Military Power 1980 (avec John A. Andrews et Grace P. Hayes), New York, 1980
- The Evolution Of Weapons And Warfare, New York, 1980, 1984, 1986
- Great Battles Of The Eastern Front (avec Paul Martell), New York, 1982
- Options Of Command, New York, 1984
- Flawed Victory: The Arab-Israeli Conflict And The 1982 War In Lebanon (avec Paul Martell), Virginia, 1986
- Understanding War: Military History And The Theory Of Combat, New York, 1986
- Dictionary Of Military Terms (avec Curt Johnson et Grace P. Hayes), New York, 1987
- Understanding Defeat: How to Recover from Loss in Battle to Gain Victory in War, New York, 1990  (ISBN 1-55778-099-4) (OCLC 21118861)
- Attrition: Forecasting Battle Casualties And Equipment Losses In Modern War, Virginia, 1990  (ISBN 0-915979-26-8) (OCLC 22965210)
- If War Comes, How To Defeat Saddam Hussein, Virginia, 1991; issued as a paperback with the title How To Defeat Saddam Hussein  (ISBN 0-446-36263-8) (OCLC 23086581)
- Future Wars: The World's Most Dangerous Flashpoints, New York, 1992  (ISBN 0-446-51670-8) (OCLC 26301878)
- Encyclopedia Of Military Biography (avec Curt Johnson et David L. Bongard), New York, 1992  (ISBN 0-06-270015-4) (OCLC 25026255)
- International Military And Defense Encyclopedia, (Brassey's) 6 Vols., Editor In Chief, New York, 1992
- Hitler's Last Gamble (avec David L. Bongard et Richard C. Anderson), New York, 1994  (ISBN 0-06-016627-4) (OCLC 30670918)
- Great Captains And Modern War
- Military Myths (Incomplet)
- Documentary History Of The U.S. Armed Forces (Incomplet)